# Échelet roux
Climacteris rufus
Espèce
Synonymes
- Climacteris rufa obscura Carter, 1910[2]
- Climacteris rufa orientalis Mathews, 1912[2]
- Climacteris rufa rufa Christidis & Boles (2008)[3]
- Climacteris rufa Christidis & Boles (1994)[3]
- Climacteris rufa Gould, 1841[2]
- Climacteris rufa Sibley & Monroe (1990, 1993)[3]
- Climacteris rufus Gould, 1841[2]

Statut de conservation UICN

 LC  : Préoccupation mineure
L'Échelet roux (Climacteris rufus) est une espèce de passereaux de la famille des Climacteridae.